# Maria Hult
Maria Hult, född 8 juni 1860 i Stockholm, död 15 juni 1916, var en svensk skolledare.
Hult, som var dotter till rektor Hans Ferdinand Hult och Marie Hedman, utexaminerades från Högre lärarinneseminariet i Stockholm 1883. Hon var lärarinna vid Högre flickskolan i Halmstad 1883–1888, biträdande föreståndare vid Nya Elementarläroverket för flickor i Göteborg 1888–1889 och föreståndare för Högre flickskolan i Halmstad 1889–1915. Hon var ledamot av folkskolestyrelsen i Halmstads stad 1911–1913.